# 藤田陽子 (子役)
藤田 陽子（ふじた ようこ、1919年7月25日 - 1938年（1939年？））は、日本の元子役、女優である。姉は同じ子役、女優の藤田房子。

## 来歴・人物
1919年7月25日、東京府東京市麻布区（現在の東京都港区）に生まれる。1923年4月、姉の藤田房子と共に松竹蒲田撮影所に入社同年公開の野村芳亭監督の『母』でデビューした。その後も出演を続け、1926年の『曲馬団の姉妹』（斎藤寅次郎監督）で小桜葉子と共に主演。
この頃の松竹では、高尾光子、小藤田正一、小桜らの子役が評判を集めていて、藤田姉妹も彼女らに負けない人気を保っていた。ただ、姉妹2人では陽子が人気を一歩リードしていた。
1933年公開の日本初のトーキーアニメ『力と女の世の中』に声の出演をする。
1934年に子役から一般女優に昇格したが、この年の終わりに姉と松竹を退社。
1935年、姉・房子とともに笑の王国に参加。約一年ほど活動ののち、1936年10月には姉妹ともに退団する。房子はその後古川ロッパ一座に入団するが、陽子は病気療養のため引退。
1938年、大森区新井宿（現在の大田区中央）へ転居。その後時期ははっきりしないが、2007年に出版された「古川ロッパ昭和日記」1938年（昭和13年）11月24日の文中によると「藤田房子、妹（陽子）危篤とて東京へ帰ってしまひ」とあるのでこの日以降間もなく没したと思われる。没年不詳。

## おもなフィルモグラフィ
すべて松竹蒲田撮影所での作品。
※*は姉・房子との共演。
- 『母』 1923年 *
- 『感じの好い映画集 猫』 1924年 *
- 『夜の一幕』 1924年
- 『少女の悩み』 1924年
- 『がまぐち』： 監督吉野二郎、1924年 *
- 『小さき真珠』 1925年 *
- 『京子と倭文子』 1926年
- 『運命の子』 1926年
- 『母よ恋し』 1926年
- 『曲馬団の姉妹』 1926年
- 『噫河野巡査』 1926年
- 『九官鳥』 1927年
- 『白虎隊』 1927年 *
- 『炎の空』 1927年
- 『人生の涙』 1927年
- 『故郷の空』 1928年
- 『マルセーユ出帆』 1928年
- 『美しき朋輩たち』 1928年 *
- 『森の鍛冶屋』 1929年 *
- 『不壊の白珠』 1929年
- 『情熱の一夜』 1930年
- 『姉妹篇 母』 1930年
- 『君と別れて』 1933年 *
- 『力と女の世の中』 1933年 * - 声の出演